# Le notti bianche (film)
Le notti bianche è un film del 1957 diretto da Luchino Visconti, tratto dall'omonimo racconto di Fëdor Dostoevskij. Nonostante nell'adattamento cinematografico siano mutati di ambiente, prospettive e carattere, i personaggi restano tre: una donna di nome Natalia, un giovane impiegato di nome Mario e uno straniero di cui non si fa mai il nome.

## Trama

Mario (Marcello Mastroianni) in giro per Livorno

Mario, un giovane impiegato dalla vita ordinaria, si trova a vagare di notte per le strade di Livorno, dopo una gita passata con la famiglia del suo capoufficio. Passeggiando alla ricerca di qualche evento fuori dall'ordinario, si imbatte in una ragazza bionda, straniera, che se ne sta da sola affacciata a un ponte che dà su un canale; la situazione incuriosisce subito Mario, il quale fa di tutto per conoscere la ragazza, che si chiama Natalia, nonostante lei si mostri inizialmente molto schiva e diffidente.
A ogni modo, i due finiscono con l'incontrarsi la sera successiva, e così per altre ancora. Mario, che inizia a provare un sentimento profondo per la ragazza, viene a sapere da Natalia del perché la ragazza si rechi ogni notte in strada: questa, infatti, sta aspettando il ritorno dell'uomo di cui è innamorata, che le aveva promesso di tornare da lei entro un anno prima di abbandonarla in circostanze non del tutto chiare.

Mario, condizionato dai suoi sentimenti per la ragazza, pensa che l'uomo abbia lasciato Livorno per sempre; tuttavia non vuole distogliere Natalia dai suoi sogni e dalle sue aspettative. A sorpresa l'uomo ritorna; Natalia allora chiede a Mario di fargli pervenire una lettera con una richiesta di appuntamento. Mario, pur avendo promesso alla ragazza di espletare tale compito, decide infine di non consegnare la lettera, e preso da rabbia e tristezza la strappa e la getta via: questo gesto, però, lo fa sentire molto in colpa e la sera successiva cerca di evitare Natalia, che invece è ansiosa di passare un po' di tempo con lui mentre aspetta con ansia di recarsi all'appuntamento con l'uomo di cui è innamorata. Mario cede all'entusiasmo della ragazza, e insieme vanno a ballare. I due si divertono molto, e Mario si illude di aver distolto Natalia dalle sue speranze assurde; tuttavia, la ragazza si precipita sul luogo dell'appuntamento non appena sente scoccare le dieci, ma non trovando il suo uomo viene presa da una crisi isterica. Mario le dichiara il suo amore, ma viene respinto, così si allontana e, vagando per vicoli e ponti, viene coinvolto in una rissa.

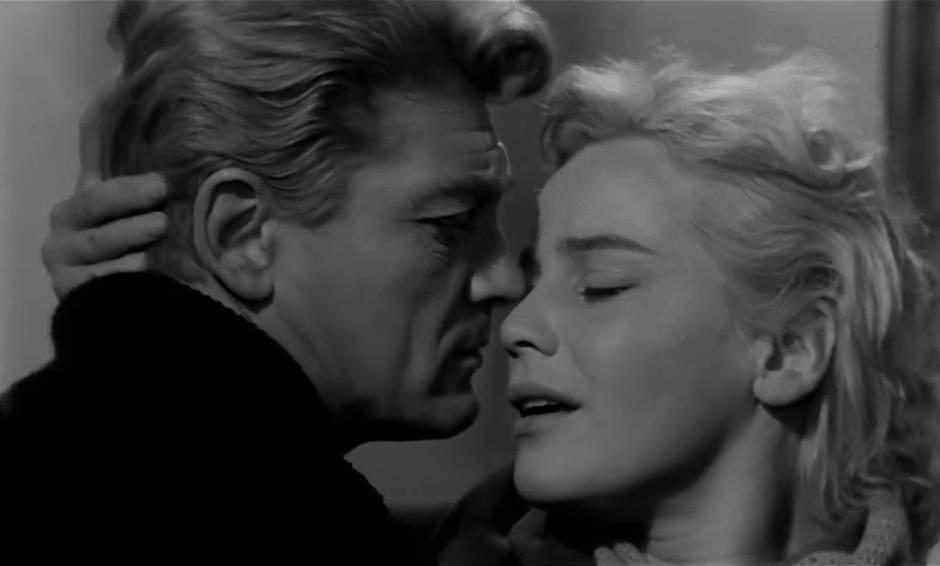
Lo straniero (Jean Marais) e Natalia (Maria Schell) in una scena del film

Mentre si rinfresca a una fontana, incontra di nuovo Natalia, alla quale confessa il suo gesto chiedendole perdono; Natalia si mostra ormai decisa a dimenticare l'uomo dei suoi sogni, e offre a Mario la speranza di amarlo, col tempo. Egli è al settimo cielo, e la conduce per Livorno parlandole d'amore e di giorni felici da trascorrere insieme. Ma durante la loro passeggiata, sotto un'insolita nevicata, Natalia vede finalmente l'uomo che lei aveva tanto aspettato. Presa da un'incontenibile gioia, gli si precipita incontro e, dopo un frettoloso e desolato saluto a Mario, abbraccia il suo grande amore. Mario, rimasto di nuovo solo, si allontana insieme a un cane randagio, incontrato poco dopo, che lo segue.

## Produzione
Sceneggiato da Luchino Visconti e Suso Cecchi D'Amico, il film è stato interamente girato in interni, nel Teatro 5 di Cinecittà (Roma). Anziché a San Pietroburgo, città nella quale la storia originariamente si svolge, la vicenda è ambientata a Livorno. Intere strade e piazze (via Grande, via della Madonna, parte del quartiere Venezia), corsi d'acqua, monumenti ed edifici pubblici, la fermata dell'autobus, sono stati ricostruiti in teatro, assieme ad elementi architettonici di fantasia.
Per recitare nel film senza essere doppiata la protagonista imparò l'italiano.

## Accoglienza
Il film è stato accolto positivamente dalla critica. Sull'aggregatore di recensioni Rotten Tomatoes ha un indice di gradimento dell'88% basato su 8 recensioni.

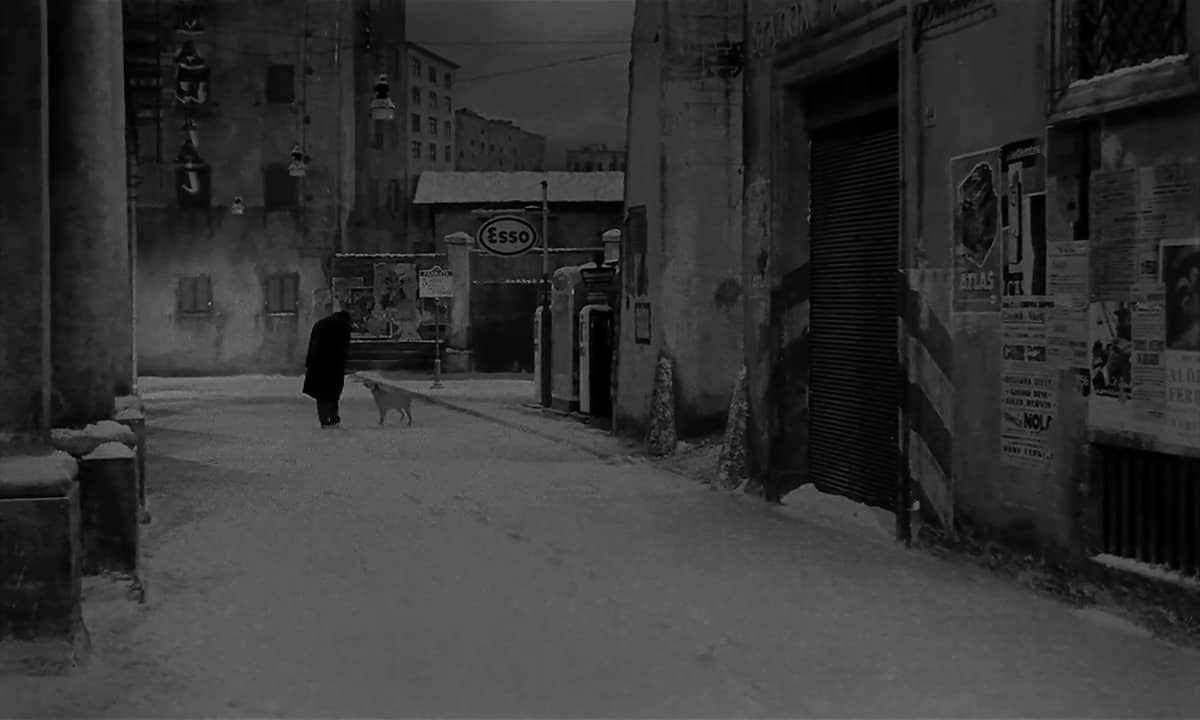
Mario (Marcello Mastroianni) nella scena finale del film

Secondo l'accademico Geoffrey Nowell-Smith, "nel trasformare la storia di Dostoevskij in un film, Visconti si liberò della narrazione in prima persona e rese la ragazza meno innocente e, in effetti, a volte un po' isterica e provocatoria. [...] ha anche reso il finale più triste. Nel racconto, il narratore si concede una nota di commiato, in cui ringrazia la ragazza per il momento di felicità che gli ha portato. Nel film, l'eroe è lasciato solo, a fare amicizia con lo stesso cane randagio che ha incontrato all'inizio, di nuovo al punto di partenza, senza la sensazione che l'amore che ha provato per un breve periodo lo abbia trasformato in qualche modo".
Il film, in un primo momento considerato dalla critica una nota margine della produzione di Visconti, è stato rivalutato positivamente come un punto di svolta in un periodo di transizione; molteplici sono i punti di contatto con film successivi, come Il Gattopardo e Rocco e i suoi fratelli.

## Riconoscimenti
- Festival di Venezia 1957
  - Leone d'argento
- Nastri d'argento 1958
  - Migliore attore protagonista (Marcello Mastroianni)
  - Migliore scenografia
  - Migliore colonna sonora